# Hattie Caraway
Hattie Ophelia Wyatt, coniugata Caraway (Contea di Humphreys, 1º febbraio 1878 – Falls Church, 21 dicembre 1950), è stata una politica statunitense.
È stata la prima donna eletta stabilmente al Senato degli Stati Uniti, e rimase in carica tredici anni rappresentando lo Stato dell'Arkansas.

## Biografia
Nacque nel 1878 in Tennessee in una famiglia di agricoltori. Nel 1902 sposò Thaddeus H. Caraway, col quale si trasferì in Arkansas. Mentre il marito si diede alla politica, lei si occupò di gestire la piantagione di famiglia a Jonesboro e l'educazione dei figli, due dei quali sarebbero diventati i generali dell'esercito statunitense Paul W. Caraway e Forrest G. Caraway. Partecipava comunque attivamente alla vita pubblica, tanto da influenzare le decisioni politiche del marito e raccogliere i voti dell'elettorato femminile dell'Arkansas con abili discorsi.
All'improvvisa morte del marito nel 1931, il governatore dell'Arkansas Harvey Parnell decise di nominare al suo posto proprio la moglie Hattie, che divenne così senatrice. Inizialmente Hattie Caraway dovette affrontare gli attacchi da parte della stampa, che vedeva la sua nomina come illegittima e una mera macchinazione politica da parte di Parnell per accattivarsi i sostenitori del defunto Caraway e l'elettorato femminile. Poche settimane dopo venne regolarmente eletta al Senato, divenendo così la prima donna a servirvi (Rebecca Latimer Felton, benché precedente di un decennio, si era dimessa dopo un solo giorno).
(Commento di Hattie Caraway al suo ingresso al Senato degli Stati Uniti.)
Durante il suo mandato si dimostrò tra i politici più attivi al Senato, guadagnando la stima di molti, compresi il vicepresidente degli Stati Uniti Charles Curtis e il governatore della Louisiana Huey Long. Quando annunciò di volersi ricandidare nel 1933, Long fu tra i suoi più ferventi sostenitori, e la appoggiò fortemente durante la conseguente campagna elettorale con discorsi in suo favore e mobilitando grandi folle, facendo leva sull'estraneità di Hattie Caraway dalla tradizionale classe politica dell'Arkansas. Nonostante fosse sostenitrice del proibizionismo e neutralista rispetto all'intervento degli Stati Uniti nella seconda guerra mondiale, aveva tendenze liberali e si attenne al New Deal del presidente Franklin Delano Roosevelt; inoltre fece parte di numerose commissioni parlamentari. Era inoltre favorevole alla segregazione razziale e al linciaggio. Parlava di rado di fronte al Senato, tanto da guadagnarsi il soprannome di Silent Hattie.
Rieletta nel 1938, non venne invece riconfermata alle elezioni del 1944, ma mantenne comunque alcuni incarichi minori. Si ritirò dalla politica nel 1950 dopo aver avuto un ictus, morendo dopo pochi mesi.